# Greg Abbott
Gregory Wayne Abbott (Wichita Falls, Texas, 13 de noviembre de 1957), conocido como Greg Abbott, es un político estadounidense, actual gobernador del Estado de Texas desde el 20 de enero de 2015. Se desempeñó como procurador general del estado de 2003 a 2014. Abbott tiene una parálisis de la cintura hacia abajo debido a un accidente que sufrió cuando era estudiante por lo que es el primer gobernador de Estados Unidos en silla de ruedas desde 1982.
Abbott fue el segundo republicano en servir como procurador general de Texas desde la Reconstrucción. Al describir su trabajo como procurador general durante la presidencia de Obama, Abbott dijo: «Voy a la oficina por la mañana, demandé a Barack Obama y luego me voy a casa». Antes de asumir el cargo de procurador general, era juez de la Corte Suprema de Texas, cargo para el que fue designado inicialmente en 1995 por el entonces gobernador George W. Bush. En 2017 prohibió a los seguros médicos cubrir los gastos por aborto en Texas, incluidos aquellos embarazos que fueran producto de violación o incesto.

## Primeros años, educación e inicios de su carrera
Abbott nació el 13 de noviembre de 1957 en Wichita Falls, Texas, de ascendencia inglesa. Hijo de Doris Lechristia Jacks Abbottcasa y de Calvin Rodger Abbott, corredor de bolsa y agente de seguros. Cuando tenía seis años, se mudaron a Longview; la familia vivió en la ciudad del este de Texas durante seis años. Al comienzo de la escuela secundaria, la familia de Abbott se mudó a Duncanville. Durante su segundo año en la escuela secundaria, su padre murió de un ataque cardíaco y su madre comenzó a trabajar en una inmobiliaria. Se graduó de Duncanville High School. Estuvo en el equipo de atletismo en la escuela secundaria. Estuvo en la Sociedad Nacional de Honor y fue votado como "Más probable de triunfar". En 1981, obtuvo una licenciatura en administración de empresas en finanzas de la Universidad de Texas en Austin, donde fue miembro de la fraternidad Delta Tau Delta y del Club de Jóvenes Republicanos. Conoció a su esposa, Cecilia Phelan, mientras asistía a UT Austin. En 1984, obtuvo su título de Juris Doctor en la Facultad de Derecho de la Universidad de Vanderbilt en Nashville, Tennessee. El 14 de julio de 1984, a los 26 años, Abbott quedó paralizado por debajo de la cintura cuando un roble le cayó encima mientras corría después de una tormenta. Se le implantaron dos varillas de acero en la columna, se sometió a una rehabilitación extensa en TIRR Memorial Hermann en Houston y desde entonces ha usado una silla de ruedas. Demandó al propietario y a una empresa de servicios de árboles, lo que resultó en un acuerdo de seguro que le proporciona pagos de una suma global cada tres años hasta 2022 junto con pagos mensuales de por vida; ambos se ajustan "para mantenerse al día con el aumento del costo de vida". En agosto de 2013, el monto del pago mensual era de USD14.000. Antes de convertirse en gobernador, Abbott posteriormente respaldó la legislación en Texas que limita los "daños punitivos derivados de pérdidas no económicas" y "daños no económicos en casos de negligencia médica", a $ 750.000 y $ 250.000, respectivamente. Si bien el acuerdo en el caso de Abbott fue una "demanda de responsabilidad no médica", que permanece sin límite, Abbott ha enfrentado críticas por "inclinar la balanza judicial hacia los acusados civiles". Abbott se dedicó a la práctica privada del Derecho, trabajando para Butler and Binion, LLP entre 1984 y 1992.

## Carrera judicial
La carrera judicial de Abbott comenzó en Houston, donde se desempeñó como juez de primera instancia en el Tribunal de Distrito 129 durante tres años. El entonces gobernador George W. Bush nombró a Abbott para la Corte Suprema de Texas; luego fue elegido dos veces para el tribunal civil más alto del estado: en 1996 (período de dos años) y en 1998 (período de seis años). En 1996, Abbott no tenía oponentes demócratas, pero fue desafiado por el libertario John B. Hawley de Dallas. Abbott derrotó a Hawley por un margen del 84% al 16%. En 1998, Abbott derrotó al demócrata David Van Os por un 60% a un 40%.
En 2001, después de renunciar a la Corte Suprema, Abbott volvió a la práctica privada y trabajó para Bracewell & Giuliani LLC. También trabajó como profesor adjunto en la Facultad de Derecho de la Universidad de Texas.

## Fiscal general de Texas

### Elecciones de 2002
Abbott renunció a la Corte Suprema de Texas en 2001 para buscar el puesto de vicegobernador de Texas. Su campaña para vicegobernador llevaba varios meses cuando el fiscal general anterior, John Cornyn, abandonó el puesto para postularse para el Senado de los Estados Unidos. Entonces, en 2002, cambió su campaña al puesto de fiscal general. Abbott derrotó al candidato demócrata, exalcalde de Austin y actual senador estatal Kirk Watson, 57% a 41%. Abbott prestó juramento el 2 de diciembre de 2002, tras la elección de su colega republicano Cornyn al Senado.

### Ejercicio del cargo
Abbott amplió la división de "aplicación de la ley" de la oficina del fiscal general de unas treinta personas a más de cien. También creó una nueva división denominada Unidad de Fugitivos para localizar a los delincuentes sexuales condenados que violan su libertad condicional o sus condiciones de libertad vigilada.
En 2003, Abbott apoyó la medida de la Legislatura de Texas para limitar los daños no económicos por casos de negligencia médica en $ 250,000, sin aumentos incorporados por el aumento del costo de vida.
Abbott se ha pronunciado en contra de preocupaciones como el fraude electoral, la violación del derecho a portar armas y la reforma del sistema de salud del presidente Barack Obama. Cuando se le pregunta qué implica su trabajo, Abbott dice: "Voy a la oficina por la mañana, demandé a Barack Obama y luego me voy a casa". Abbott ha presentado una demanda contra la Agencia de Protección Ambiental, el Departamento de Salud y Servicios Humanos (incluidos los desafíos a Obamacare ) y el Departamento de Educación, entre muchos otros.
Abbott presentó treinta y una demandas contra la administración Obama. Según el periódico The Wall Street Journal, desde que Abbott ocupó el cargo de fiscal general hasta su primer mandato como gobernador, Texas demandó al gobierno de Obama al menos cuarenta y cuatro veces, más que cualquier otro estado en ese mismo período. Las causas judiciales comprendían normas sobre emisiones de carbono, la reforma sanitaria, los derechos de las personas transgénero y otros. El Dallas Morning News comparó a Abbott con Scott Pruitt, y señaló que ambos fiscales generales habían demandado repetidamente al gobierno federal por su regulación ambiental. El Houston Chronicle añadía que Abbott "lideró la denuncia contra las normativas climáticas de la era Obama".
Abbott manifestó que el Estado no debe publicar los informes de inventario químico de nivel II por razones de seguridad, pero que los tejanos "pueden preguntar a todas las instalaciones si tienen productos químicos o no. Koch Industries ha negado que sus contribuciones a la campaña de Abbott tuvieran algo que ver con su decisión contra la divulgación de la información de seguridad.
En marzo de 2014, Abbott presentó una moción para intervenir a favor de Baylor Scott & White Medical Center - Plano en tres demandas de la Corte Federal contra este hospital, en las que los pacientes alegaron que el hospital permitió que Christopher Duntsch practicara neurocirugía a pesar de saber que era un médico peligroso. Abbott alegó como razones para defender a Baylor, la limitación de la Legislación de Texas en casos de negligencia, junto con la eliminación del término "negligencia grave" de la definición legal de dolo.

#### Demanda contra Sony BMG
El 21 de noviembre de 2005, Abbott demandó a Sony BMG. Texas fue el primer estado de la nación en emprender acciones legales contra Sony BMG por software espía ilegal. La demanda también es la primera presentada bajo la ley estatal de software espía de 2005. Alega que la compañía instaló subrepticiamente el software espía en millones de discos compactos de música (CD) que los consumidores insertaron en sus computadoras. cuando reprodujeron los CD, lo que puede comprometer los sistemas. El 21 de diciembre de 2005, Abbott agregó nuevas acusaciones a su demanda contra Sony-BMG. Abbott dice MediaMaxLa tecnología de protección contra copias viola las leyes estatales sobre software espía y prácticas comerciales engañosas. Él dice que Sony-BMG ofreció a los consumidores un acuerdo de licencia cuando compraban CD y los reproducían en sus computadoras. Sin embargo, Abbott alega en la demanda que incluso si los consumidores rechazan ese acuerdo, el software espía se instala en secreto en sus computadoras, lo que presenta riesgos de seguridad para los compradores de música. Abbott manifestó: "Seguimos descubriendo métodos adicionales que Sony utilizó para engañar a los consumidores de Texas que pensaban que simplemente estaban comprando música" y "[Miles de tejanos son ahora víctimas potenciales de este juego engañoso que Sony jugó con los consumidores" para sus propios fines ". Además de las violaciones de la Ley de Protección al Consumidor contra el Software Espía Informático de 2005, que permite sanciones civiles de $ 100,000 por cada violación de la ley, las presuntas violaciones agregadas en la demanda actualizada, el 21 de diciembre de 2005, conllevan sanciones máximas de $ 20,000 por violación.

#### Separación de la iglesia y el estado
El 2 de marzo de 2005, Abbott compareció ante la Corte Suprema de los Estados Unidos en Washington D. C., donde defendió un monumento a los Diez Mandamientos en los terrenos del Capitolio del Estado de Texas. La Orden Fraternal de las Águilas donó miles de monumentos similares a ciudades y pueblos de todo el país, que se inspiraron en la película de Cecil B. DeMille Los diez mandamientos (1956) en los años siguientes. En su declaración, Abbott dijo que "Los Diez Mandamientos son un sistema legal históricamente reconocido". La Corte Suprema sostuvo en una decisión 5-4 que la exhibición de Texas no violaba la Cláusula de Establecimiento de la Primera Enmienda y era constitucional. Después de los argumentos orales de Abbott en Van Orden v. Perry, el juez John Paul Stevens comentó sobre la actuación de Abbott en una silla de ruedas: "Quiero agradecerle [...] por demostrar que no es necesario pararse en el atril en para hacer un buen trabajo".

#### Armas
En enero de 2013, tras la aprobación por parte del gobernador de Nueva York, Andrew Cuomo, de un mayor fortalecimiento de las leyes de armas del estado, Abbott anunció en sitios de noticias a los usuarios de Internet con códigos postales de Albany, Nueva York y Manhattan, sugiriendo que los propietarios de armas deberían migrar a Texas. Su campaña política proporcionó los fondos. Los dos mensajes decían: "¿El gobernador Cuomo está buscando tomar sus armas?" mientras que el otro dijo: "Se busca: propietarios de armas de Nueva York respetuosos de la ley que buscan impuestos más bajos y mayores oportunidades". Los anuncios estaban vinculados a una carta en Facebook en la que Abbott afirmaba que tal medida permitiría a los ciudadanos "quedarse con más de lo que ganan y usar parte de ese dinero extra para comprar más municiones".
En febrero de 2014, Abbott argumentó en contra de una demanda presentada por la Asociación Nacional del Rifle para permitir que más personas accedan al porte oculto de armas de fuego, ya que Abbott sintió que esto perturbaría la seguridad pública.

#### Apoyo a la prohibición de juguetes sexuales
Como fiscal general, Abbott defendió (sin éxito) la prohibición de los juguetes sexuales en Texas. Dijo que Texas tenía un interés legítimo en "desalentar los intereses lascivos en el sexo autónomo y la búsqueda de la gratificación sexual no relacionada con la procreación".

#### Oposición al matrimonio entre personas del mismo sexo
Como fiscal general, Abbott luchó para evitar que los tribunales legalizaran el matrimonio entre personas del mismo sexo. En 2014, argumentó en la corte que Texas debería poder prohibir el matrimonio entre personas del mismo sexo porque las personas LGBT no pueden procrear. Dijo que como "las relaciones entre personas del mismo sexo no producen hijos de forma natural, reconocer el matrimonio entre personas del mismo sexo no promueve estos objetivos en la misma medida que el reconocimiento del matrimonio entre personas del sexo opuesto". También argumentó que las personas homosexuales pueden casarse con personas del sexo opuesto, por lo que no hay discriminación contra las personas LGBT. Sugirió que el matrimonio entre personas del mismo sexo era una pendiente resbaladiza donde "cualquier conducta que ha sido tradicionalmente prohibida puede convertirse en un derecho constitucional simplemente redefiniéndolo en un nivel superior de abstracción".

#### Elecciones de 2006
En las elecciones generales del 7 de noviembre de 2006, Abbott fue desafiado por el abogado de derechos civiles David Van Os, quien había sido su oponente demócrata en las elecciones de 1998 para la Corte Suprema estatal. Ganó la reelección para un segundo mandato por un margen del 60% al 37%.

#### Elecciones de 2010
Abbott se postuló para un tercer mandato en 2010. Derrotó a la abogada demócrata Barbara Ann Radnofsky de Houston por un margen de 64% a 34%. Fue el fiscal general de Texas con más años de servicio en la historia de Texas.
En julio de 2013, el Houston Chronicle alegó vínculos y supervisión indebidos entre muchos de los donantes más grandes de Abbott y el Instituto de Investigación y Prevención del Cáncer de Texas, del que era director.

### Elecciones de 2020
En las elecciones presidenciales estadounidenses de 2020, la decisión del gobernador de limitar un buzón a cada condado fue controvertida. Por ejemplo, el condado de Harris, Texas, recibió la atención de los medios nacionales porque el condado, que es más grande que el tamaño de Rhode Island y tiene 2.4 millones de votantes registrados, cuenta con un solo buzón de votación.

## Gobernador de Texas

### Elecciones de 2014
En julio de 2013, poco después de que el gobernador Rick Perry anunciara que no buscaría un cuarto mandato completo, Abbott anunció su intención de postularse para gobernador de Texas en las elecciones para gobernador de Texas de 2014. En los primeros seis meses de 2011, recaudó más fondos para su campaña que cualquier otro político de Texas, alcanzando $ 1.6 millones. La siguiente recaudación de fondos más alta entre los funcionarios estatales fue la contralora de Texas Susan Combs con $ 611,700.
Abbott ganó las primarias republicanas el 4 de marzo de 2014, con el 91,5% de los votos emitidos. Se enfrentó a la senadora estatal Wendy Davis de Fort Worth en las elecciones generales.
Abbott prometió "vincular los resultados a la financiación" de los programas de prekínder si era elegido gobernador, pero dijo que no exigiría pruebas estandarizadas del gobierno para niños de 4 años, ya que Davis lo ha acusado de avanzar. Al defender su plan educativo, Abbott citó a Charles Murray: "Los antecedentes familiares tienen el efecto más decisivo en el rendimiento de los estudiantes, contribuyendo a una gran brecha de rendimiento entre los niños de familias económicamente desfavorecidas y los de hogares de clase media". Un portavoz de la campaña de Abbott señaló que la mayor diferencia en el gasto es que Davis ha propuesto la educación prekínder universal, mientras que Abbott quiere limitar la financiación estatal solo a los programas que cumplen con ciertos estándares. El plan de Davis podría alcanzar los 750 millones en costos y Abbott ha dicho que el plan de Davis es un "destructor del presupuesto", mientras que el plan educativo de Abbott no costaría más de 118 millones. En general, Abbott dijo que las reformas que él imaginó "nivelarían el campo de juego para todos los estudiantes [y] apuntarían a las escuelas que no tienen acceso a los mejores recursos". Ha pedido una mayor accesibilidad a la tecnología en el aula y la instrucción de matemáticas para los alumnos de kindergarten.
Abbott recibió 1,4 millones en contribuciones de campaña de los beneficiarios del Fondo Empresarial de Texas, algunos de cuyos miembros presentaron la documentación adecuada para las subvenciones. Elliot Nagin de la Union of Concerned Scientists observó que Abbott recibió un gran apoyo de las industrias de combustibles fósiles, como NuStar Energy, Koch Industries, Valero Energy, ExxonMobil, Chevron y ConocoPhillips. Abbott recibió el respaldo del Fort Worth Star-Telegram, Dallas Morning News, el Lubbock Avalanche-Journal y el Tyler Morning Telegraph. Abbott y su vicegobernador compañero de fórmula, Dan Patrick, obtuvieron el respaldo de la Asociación Nacional del Rifle y recibieron su calificación "A".
Abbott derrotó a Davis por aproximadamente 19 puntos porcentuales en las elecciones generales de noviembre.

### Elección 2018
En enero de 2017, se informó que Abbott estaba recaudando fondos para una candidatura a la reelección de 2018 como gobernador; en diciembre de 2016, tenía $ 34,4 millones disponibles para su campaña, de los cuales recaudó $ 9 millones durante la segunda mitad de 2016. El vicegobernador Dan Patrick había sido mencionado como un potencial retador para gobernador, pero confirmó que se postularía para un segundo mandato como vicegobernador. Durante el fin de semana del 21 de enero de 2017, Abbott declaró que tenía la intención de presentarse a la reelección. Lo confirmó el 28 de marzo de 2017
Abbott anunció formalmente su campaña de reelección el 14 de julio de 2017. El anuncio formal se produjo cuatro días antes del comienzo de una sesión legislativa especial que podría dividir al Partido Republicano en facciones que favorezcan a Abbott y al vicegobernador Patrick, en por un lado, y el presidente de la Cámara, Joe Straus, un republicano moderado que se opone a gran parte de la agenda social conservadora de Abbott-Patrick.
En las elecciones generales del 6 de noviembre, Abbott derrotó a la candidata demócrata Lupe Valdez con aproximadamente el 56% de los votos. Abbott recibió el 42% del voto hispano y el 16% de los afroamericanos. 

### Tenencia
Abbott prestó juramento como gobernador de Texas el 20 de enero de 2015.
Abbott declaró el 2 de febrero de 2015 como el " Día de Chris Kyle " en honor al SEAL de la Marina de los Estados Unidos fallecido, quien fue el francotirador más letal en la historia militar de los Estados Unidos (retratado en la película American Sniper ). Esto ocurrió exactamente dos años después de que Kyle fuera asesinado a tiros. Abbott celebró su primera reunión como gobernador con un primer ministro de Relaciones Exteriores cuando se reunió con el irlandés Taoiseach Enda Kenny el 15 de marzo de 2015 para discutir las relaciones económicas y comerciales.
Durante la sesión legislativa de 2015, iniciada por funcionarios de la Comisión de Salud y Servicios Humanos de Texas, la Legislatura de Texas colocó una cláusula adicional en el presupuesto de Texas para recortar $ 150 millones de su presupuesto al finalizar los pagos y la cobertura de varias terapias de desarrollo para niños con Medicaid. Se ha presentado una demanda contra el estado en nombre de las familias afectadas y los proveedores de terapia, alegando que puede causar un daño irreparable al desarrollo de los niños afectados. El litigio obtuvo una orden judicial temporal el 25 de septiembre de 2015, prohibiendo a THHSC implementar recortes en las tarifas de terapia.
La Administración Trump nombró a varios ex nombrados por Abbott para cargos en tribunales federales, algo que algunos medios atribuyeron a la influencia de Abbott en la administración.
Su libro de 2016, Broken But Unbowed, es una reflexión sobre su historia personal y sus opiniones sobre la política.
En octubre de 2016, se enviaron paquetes de explosivos a Abbott, al presidente Obama y al comisionado de la Administración del Seguro Social. El paquete del gobernador no explotó cuando lo abrió porque “no abrió [el paquete] como estaba previsto”.
El 6 de junio de 2017, Abbott convocó a una sesión legislativa especial para aprobar varias prioridades legislativas para Abbott, algo respaldado por el vicegobernador Dan Patrick. Abbott vetó 50 proyectos de ley en el período ordinario de sesiones de 2017, el mayor número de vetados en un período de sesiones desde 2007.

#### Desafío a la libertad de expresión
En 2015, la Freedom From Religion Foundation (FFRF) presentó una solicitud para colocar una escena de "Natividad secular" en el Capitolio del Estado de Texas. La escena presentaba la Declaración de Derechos, tres Padres Fundadores y la Estatua de la Libertad y un letrero que deseaba a todos un "Feliz solsticio de invierno". Abbott exigió que se retirara. Tras una serie de impugnaciones legales, en 2018 la Quinta La Corte de Apelaciones del Circuito de EE. UU. Falló a favor de la FFRF y advirtió de manera más general que cualquier reglamento gubernamental sobre el discurso debe proporcionar garantías adecuadas para proteger contra la exclusión indebida de puntos de vista.

#### Aborto
A fines de noviembre de 2016, el estado de Texas, a solicitud de Abbott, aprobó nuevas reglas que requieren que las instalaciones que realizan abortos entierren o incineren al abortado, en lugar de desechar los restos en un relleno sanitario. Las reglas debían entrar en vigencia el 19 de diciembre, pero el 15 de diciembre un juez federal bloqueó la entrada en vigencia de las reglas durante al menos un mes después de que el Centro de Derechos Reproductivos y otros grupos de defensa presentó una demanda. El 27 de enero de 2017, un juez federal falló en contra de la ley, pero el estado de Texas prometió apelar el fallo.
El 6 de junio de 2017, Abbott firmó un proyecto de ley que prohíbe el desmembramiento y los abortos por nacimiento parcial y requiere la cremación o el entierro de los abortados. La ley también fue bloqueada por un juez federal; el estado dijo que apelaría.

#### Propuesta de Convención de Estados
El gobernador Abbott con el presidente Donald Trump durante la emergencia del huracán Harvey
El 8 de enero de 2016, Abbott pidió una convención constitucional nacional para abordar lo que él ve como abusos por parte de los jueces de la Corte Suprema de los Estados Unidos al "abandonar la Constitución ". Abbott propuso aprobar nueve nuevas enmiendas a la Constitución, destinadas a limitar el poder del gobierno federal y ampliar los derechos de los estados. En declaraciones a la Fundación de Política Pública de Texas, Abbott dijo: "Nosotros, la gente, tenemos que tomar la iniciativa para restaurar el estado de derecho en los Estados Unidos".
En 2016, Abbott habló con la Fundación de Políticas Públicas de Texas y pidió una Convención de Estados para enmendar la Constitución de los Estados Unidos. En su discurso, lanzó un plan que incluye nueve enmiendas propuestas para "deshacer la toma de poder del gobierno federal durante décadas" para imponer restricciones fiscales al gobierno federal y limitar el poder y la jurisdicción del gobierno federal ". Abbott elaboró su propuesta en un seminario público en el Instituto Hoover el 17 de mayo de 2016.

#### Armas
El 13 de junio de 2015, Abbott firmó los proyectos de ley de acarreo del campus (SB 11) y de acarreo abierto (HB 910). La ley de porte del campus entró en vigor el 1 de agosto de 2015 y permite portar con licencia un arma de fuego oculta en los campus de las universidades públicas, y las universidades privadas pueden optar por no participar. El proyecto de ley de porte abierto entró en vigencia el 1 de enero de 2016 y permite el porte autorizado de armas de fuego abiertamente en áreas públicas y en negocios privados que no muestren el letrero 30.07. El letrero 30.07 (refiriéndose al código penal estatal 30.07) establece que una pistola no puede ser portada abiertamente ni siquiera por un portador de armas autorizado. Hacerlo abiertamente se considera traspaso. Texas es el estado número 45 en tener acarreo abierto. 
El 26 de mayo de 2017, Abbott firmó un proyecto de ley que reduce las tarifas de la licencia de portar armas.
Después del tiroteo en la iglesia de Sutherland Springs el 5 de noviembre de 2017, durante una entrevista con Fox News, Abbott instó a la reflexión histórica y la consideración de que el mal había estado presente en "eventos horribles" anteriores durante la era nazi, la Edad Media y los tiempos bíblicos. El director regional del suroeste de la Liga Anti-Difamación (ADL), Dayan Gross, dijo que la comparación de Abbott del tiroteo masivo "con las víctimas del Holocausto" era "profundamente ofensiva" e "insensible".
Después del tiroteo en Santa Fe High School el 18 de mayo de 2018, Abbott dijo que consultaría en todo Texas en un intento de prevenir la violencia con armas de fuego en las escuelas y siguió una serie de discusiones de mesa redonda en el capitolio estatal. En un discurso ante una convención de la NRA en Dallas casi dos semanas después, Abbott dijo: "El problema no son las armas, son los corazones sin Dios". En junio de 2019, firmó un proyecto de ley que permite a más maestros armados y los distritos escolares no tienen restricciones en cuanto al número permitido. La creación de "equipos de evaluación de amenazas", aprobada como ley por el proyecto de ley, tiene como objetivo identificar a los estudiantes potencialmente violentos. Aunque la legislatura estatal aprobó medidas para que los servicios estudiantiles se ocuparan de los problemas relacionados con la salud mental, las llamadas leyes de bandera roja fueron rechazadas. "Ahora mismo no es necesario en el estado de Texas", dijo Abbott.
En comentarios a CNN después del tiroteo en El Paso de 2019 el 3 de agosto de 2019, Abbott dijo que las autoridades estatales lo "procesarían como asesinato capital" y "también como un crimen de odio".

#### Yelmo de jade 15
Abbott, el 28 de abril de 2015, le pidió a la Guardia Estatal que monitoreara el ejercicio de entrenamiento Jade Helm 15 en medio de sospechas alimentadas por Internet de que la simulación de guerra era realmente una toma militar hostil. En 2018, el exdirector de la CIA y la NSA, Michael Hayden, dijo que la teoría de la conspiración había sido propagada por las organizaciones de inteligencia rusas y que la respuesta de Abbott los convenció del poder que podría tener una campaña de desinformación de este tipo. en los Estados Unidos.

#### Religión
El 11 de junio de 2015, Abbott firmó la "Ley de protección del pastor", que permite a los pastores negarse a casarse con parejas si sienten que hacerlo viola sus creencias.
El 21 de mayo de 2017, Abbott promulgó el Proyecto de Ley 24 del Senado, que impide que los gobiernos estatales o locales citen los sermones de los pastores. Este proyecto de ley se inspiró en una ordenanza contra la discriminación en Houston, donde se citaron cientos de sermones de cinco pastores.
El 15 de junio de 2017, Abbott firmó el Proyecto de Ley 3859 de la Cámara de Representantes que permite que los grupos religiosos que trabajan con el sistema de bienestar infantil de Texas nieguen servicios "en circunstancias que entren en conflicto con las creencias religiosas sinceras del proveedor". Los demócratas y defensores de los derechos civiles dijeron que el proyecto de ley de adopción podría permitir que dichos grupos discriminen a quienes practican una religión diferente o que son lesbianas, gays, bisexuales o transgénero, y los grupos de derechos LGBT dijeron que desafiarían el proyecto de ley en los tribunales. En respuesta, California agregó a Texas a una lista de estados a los que prohibió los viajes oficiales del gobierno.

#### Inmigración
En noviembre de 2015, Abbott anunció que Texas rechazaría a los refugiados sirios luego del ataque terrorista de París que ocurrió a principios de ese mes. En diciembre de 2015, Abbott ordenó a la Comisión de Salud y Servicios Humanos de Texas que presentara una demanda contra el gobierno federal y el Comité Internacional de Rescate para bloquear el asentamiento de refugiados, pero la demanda fue anulada por un tribunal de distrito federal.
El 1 de febrero de 2017, Abbott bloqueó los fondos para el condado de Travis, Texas, debido a su política de ciudad santuario recientemente implementada. El 7 de mayo de 2017, Abbott promulgó el Proyecto de Ley 4 del Senado de Texas, que apunta a las ciudades santuario al acusar a los funcionarios del condado o de la ciudad que se niegan a trabajar con los funcionarios federales y al permitir que los oficiales de policía verifiquen el estado migratorio de aquellos a quienes detener si así lo desean.
En enero de 2020, Abbott convirtió a Texas en el primer estado en rechazar el reasentamiento de refugiados bajo una nueva regla implementada por la administración Trump. La medida fue condenada en una declaración conjunta por los 16 obispos católicos de Texas. En diciembre de 2022, con temperaturas bajo cero, el gobernador envió tres autobuses llenos de inmigrantes hispanoamericanos a la residencia de la vicepresidenta Kamala Harris.

#### Ambiente
A principios de 2014, Abbott participó en sesiones de estrategia celebradas en la sede de la Cámara de Comercio de Estados Unidos, ideando una estrategia legal para desmantelar las regulaciones del cambio climático. En 2016, Abbott apoyó el nombramiento de Scott Pruitt para dirigir la Agencia de Protección Ambiental (EPA), y señaló que "él y yo nos unimos en muchas demandas contra la EPA".

#### Derecho al voto
Abbott estuvo implicado en el intento de purgar de las listas de votantes a casi 100.000 votantes registrados. Se alegó que los votantes que se planeaba purgar no eran ciudadanos estadounidenses, sin embargo, los funcionarios de la Secretaría de Estado de Texas declararon públicamente más tarde que decenas de miles de votantes legítimos fueron señalados incorrectamente para su expulsión. La purga fue cancelada después de que Texas resolvió demandas que impugnaban esta remoción de votantes. Abbott afirmó que no jugó ningún papel en la purga de votantes, pero los correos electrónicos publicados en junio de 2019 mostraron que Abbott presionó a los funcionarios del Departamento de Seguridad Pública sobre la purga antes de que se implementara.
En septiembre de 2020, Abbott declaró que cada condado de Texas solo podía tener un lugar donde los votantes pudieran dejar sus boletas de votación anticipada. Abbott justificó la decisión alegando que evitaría el "voto ilegal"; sin embargo, no citó ejemplos de fraude electoral y los expertos en seguridad electoral dicen que el fraude electoral es extremadamente raro. Los votantes que utilicen las urnas de votación anticipada deben presentar una identificación adecuada y no pueden dejar votos para otros. La decisión de Abbott afectó a grandes condados, principalmente demócratas. Por ejemplo, el condado de Harris, que está poblado por 4,7 millones de personas (16% de la población de Texas) y cubre 1.700 millas cuadradas (4.400 km 2).), necesaria para reducir el número de sus cajas de entrega de doce cajas a una sola caja. Los defensores del derecho al voto caracterizaron la decisión de Abbott como la supresión de votantes. Un juez bloqueó la orden de Abbott, dictaminando que la orden no se refería a la seguridad de la boleta electoral y que amenazaba con privar a los votantes del derecho al voto. 

#### Derechos LGBT
Abbott condenó el fallo de la Corte Suprema que encontró inconstitucionales las prohibiciones del matrimonio entre personas del mismo sexo. Dijo que "la Corte Suprema ha abandonado su papel de árbitro judicial imparcial". Poco después, Abbott presentó una demanda para impedir que los cónyuges del mismo sexo de los empleados de la ciudad estuvieran cubiertos por las políticas de beneficios.
En una carta fechada el 27 de mayo de 2017, los directores ejecutivos de 14 grandes empresas de tecnología, incluidas Facebook, Apple, Microsoft y Amazon, instaron a Abbott a no aprobar una legislación discriminatoria. En cuestión estaba la llamada "ley del baño", que requeriría que las personas transgénero usaran el baño del sexo que figura en sus certificados de nacimiento, no el de su elección. El proyecto de ley fue revivido por Abbott y apoyado por el vicegobernador republicano Dan Patrick. En marzo de 2018, Byron Cook, el presidente del comité de Asuntos Estatales de la Cámara de Representantes que bloqueó el proyecto de ley, afirmó que Abbott se opuso en privado al proyecto de ley. El proyecto de ley nunca se firmó; Abbott luego declaró que "no está en mi agenda", en un debate con Lupe Valdez, la candidata demócrata a gobernadora en 2018. 
En 2017, Abbott firmó una legislación para permitir que las agencias de adopción financiadas por los contribuyentes rechacen que las familias del mismo sexo adopten niños.

#### Indigencia
En junio de 2019, la ciudad de Austin introdujo una ordenanza que derogó una prohibición de 25 años de que las personas sin hogar acamparan, se acostaran o duermen en público. Abbott, un crítico vocal de la ordenanza, fue criticado después de compartir múltiples publicaciones en Twitter sobre varios incidentes supuestamente instigados por personas sin hogar, incluido un accidente automovilístico, que luego se demostró que eran falsos. A principios de octubre de 2019, Abbott envió una carta ampliamente publicitada al alcalde de Austin, Steve Adler, criticando la derogación de la prohibición de acampar y amenazando con desplegar recursos estatales para combatir la falta de vivienda.
En noviembre de 2019, Abbott ordenó al estado de Texas que abriera un campamento temporal para personas sin hogar en un antiguo patio de almacenamiento de vehículos propiedad del Departamento de Transporte de Texas, que los residentes del campamento llamaban informalmente "Abbottville". 

#### Otro
En 2017, Abbott firmó un proyecto de ley que promulga una prohibición estatal de enviar mensajes de texto mientras se conduce.

#### Pandemia de COVID-19
Durante la pandemia de COVID-19, Abbott implementó una orden de quedarse en casa del 2 de abril al 1 de mayo de 2020. Esta fue una de las órdenes de quedarse en casa más breves implementadas por cualquier gobernador. Desde la reapertura, el coronavirus surgió en Texas, lo que llevó a Abbott a detener la reapertura gradual. El 24 de junio de 2020, Texas rompió su récord en términos de número de nuevos casos de coronavirus en un día. Los críticos describieron la pausa de Abbott como una medida a medias, argumentando que debería revertir la reapertura por completo para evitar la propagación del virus.
Según The New York Times, la respuesta de Abbott a la pandemia de COVID-19 ha sido contradictoria, ya que ha dicho que los tejanos deberían quedarse en casa y al mismo tiempo decir que Texas está abierto a los negocios. También dijo que los tejanos deberían usar mascarillas, pero se negó a emitir un mandato estatal. La respuesta de Abbott a la pandemia de coronavirus ha recibido críticas bipartidistas. En julio de 2020, Abbott ordenó a los condados con más de 20 casos de COVID-19 que usaran máscaras en lugares públicos; anteriormente había prohibido a los gobiernos locales implementar las máscaras faciales requeridas.

### Elecciones 2022
Después de llevarse a cabo las elecciones intermedias. Abbott derrotó a su rival demócrata Beto O'Rourke con el 51% de las proyecciones de votos, lo que lo llevará a un tercer periodo de gobierno.

## Historia electoral
El 4 de noviembre de 2014, Abbott derrotó a Wendy Davis por 21 puntos. Según las encuestas a boca de urna, recibió el 44 por ciento del voto hispano y el 50 por ciento de los hombres hispanos, la mayoría (54 por ciento) de las mujeres votantes y el 62 por ciento de los votos de las mujeres casadas (el 75% de las mujeres en Texas están casadas). 
Una semana después de su elección, Abbott anunció que Carlos Cascos, de Brownsville, juez del condado desde 2007 del condado de Cameron en el extremo sur de Texas, se convertiría en el secretario de estado de Texas.

## Vida personal
Abbott, de fe católica, está casado con la mexicana-estadounidense Cecilia Phalen Abbott, nieta de inmigrantes mexicanos. Su elección como gobernador de Texas la convierte en la primera latina en ser la primera dama de Texas desde que Texas se unió a EEUU. Tienen una hija adoptiva, Audrey. Se casaron en San Antonio en 1981. Cecilia es ex maestra de escuela y directora. Es el tercer gobernador electo de un estado de EE. UU en usar una silla de ruedas después de Franklin D. Roosevelt de Nueva York (1929–1932) y George Wallace de Alabama (1963–1967, 1971–1979; 1983–1987).
Abbott sufrió quemaduras de segundo y tercer grado en las piernas después de entrar en contacto con agua hirviendo mientras estaba de vacaciones en Wyoming en julio de 2016, lo que hizo que se perdiera la Convención Nacional Republicana de 2016 .